# Sofienbergpark
Het Sofienbergpark (Noors: Sofienbergparken) is een park in de wijk Grünerløkka in Oslo, Noorwegen. Het park grenst aan Sofienberggata in het zuiden, Toftes gate in het westen, Helgesens gate en Rodeløkka in het noorden en de Sofienberg-school in het oosten. De straat Rathkes gate loopt van noord naar zuid door het park. De Sofienbergkerk bevindt zich in het midden van het park.

## Geschiedenis
Oorspronkelijk was het gebied bedoeld voor een begraafplaats, maar naarmate de stad groeide vonden de autoriteiten het aan het begin van de 20e eeuw bij nader inzien ongepast om zo'n groot gebied in het centrum te gebruiken als begraafplaats. Als gevolg hiervan werd van 1918 tot 1972 het gebied stapsgewijs omgevormd tot park. Het eerste deel, dat zich bevindt aan de straat Toftes gate, werd geopend in 1920. De graven die er al lagen werden verplaatst naar andere begraafplaatsen in de stad. Het gedeelte dat nog niet als begraafplaats gebruikt was, werd in de jaren '30 gebruikt als speeltuin. Daarna werden ook de westelijke en oostelijke delen aangepast. De Joodse begraafplaats, dat tussen 1858 en 1931 als zodanig dienst deed, bleef echter intact. Deze begraafplaats ligt tussen de kerk en de Helgesensstraat. In de loop der jaren werden er circa 60.000 burgers in het gebied begraven. Dit gebeurde vanaf 1859, twee jaar nadat de gemeente het gebied had aangewezen als begraafplaats.
Het park is tegenwoordig een van de populairste parken van Oslo. Aangezien de huizen en appartementen in de omgeving zelden een eigen tuin hebben, gebruiken de bewoners het park vooral in de zomermaanden om te barbecueën. Daarnaast zijn er openbare toiletten en verschillende speelvoorzieningen.

## Naamgeving
Het park is vernoemd naar een landelijke villa genaamd Sofienberg die op zijn beurt weer is vernoemd naar een van de echtgenotes van de eerste eigenaar Jacob Nielsen en de tweede eigenaar Niels Rosenberg, die beiden Sophie heetten.
De Sofienbergkerk die zich ongeveer in het midden van het park op een heuvel bevindt, dateert uit 1877. Oorspronkelijk heette de kerk Paulus kirke en werd de naam in 1892 veranderd in Petrus kirke. Sinds 1962 draagt de kerk haar huidige naam.

## Galerij

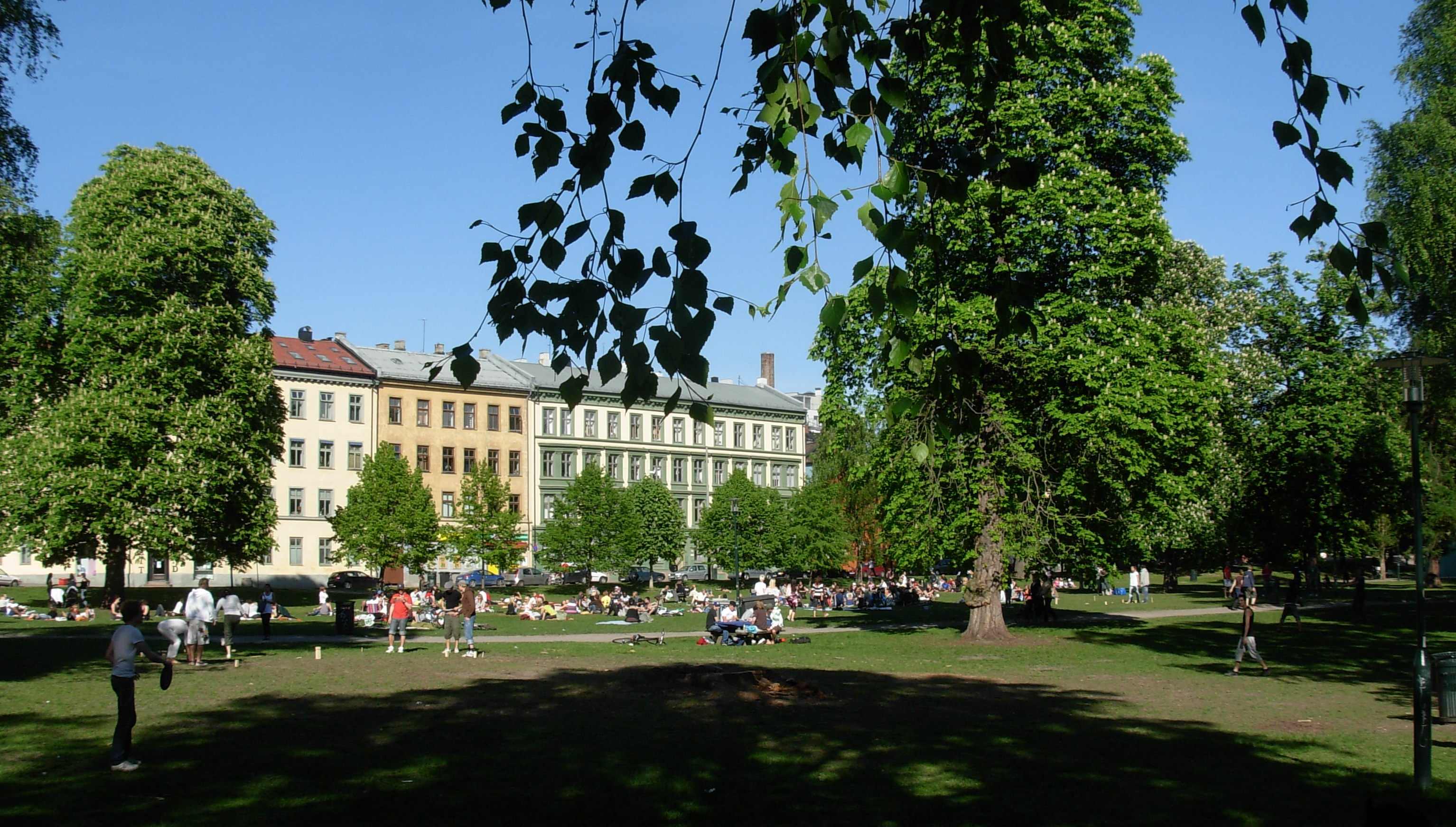
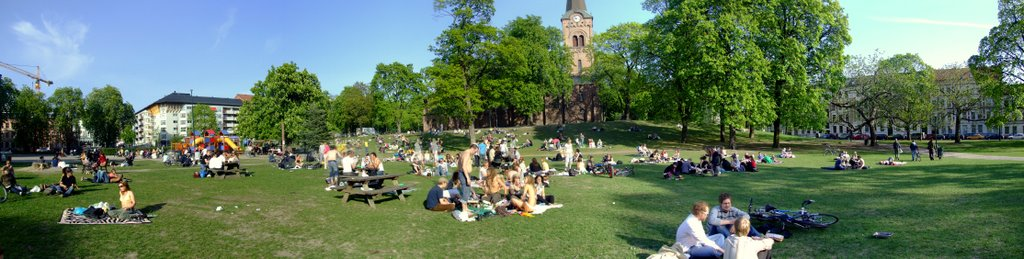
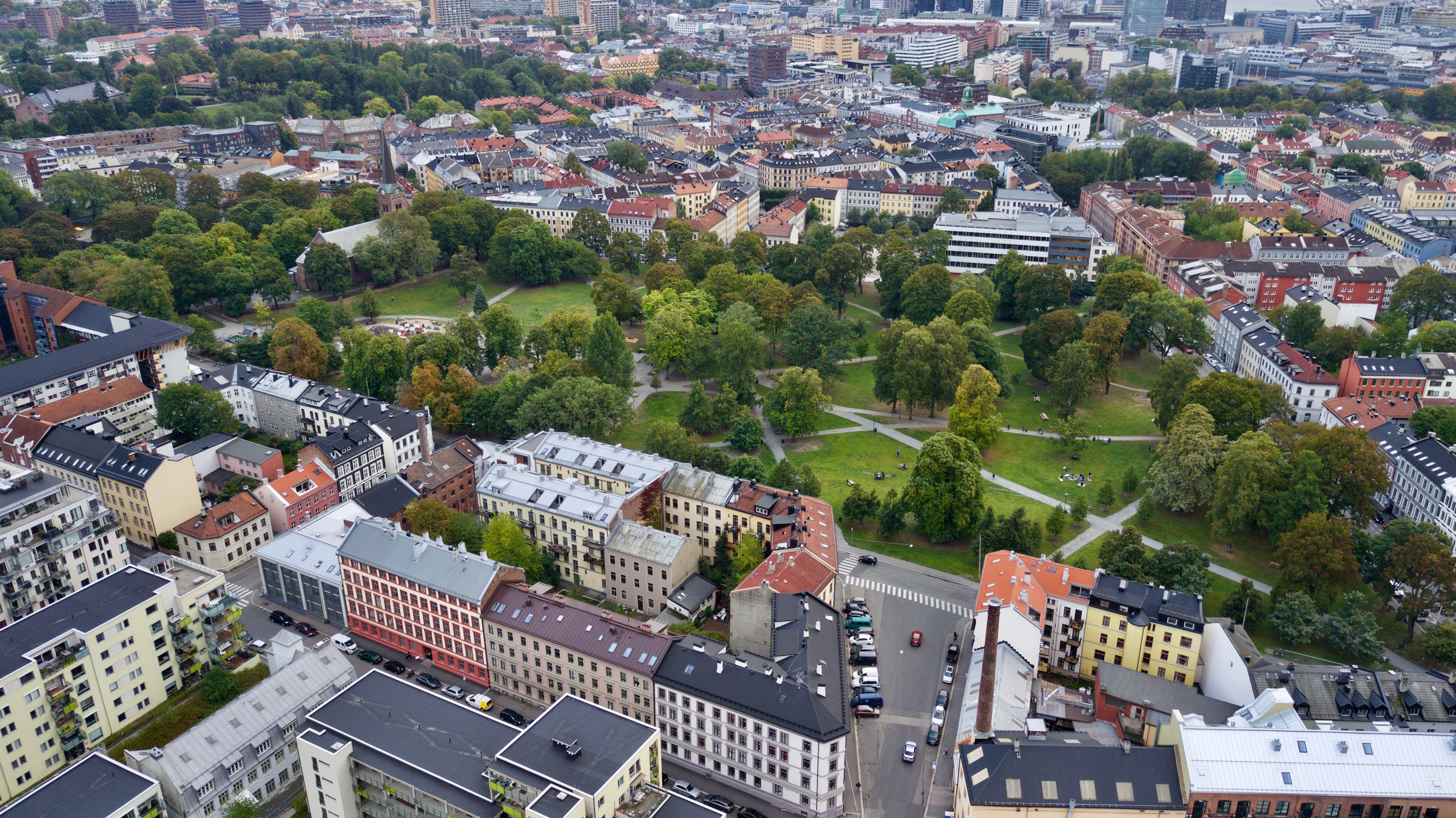